# Bolesław Grudzieński
Bolesław Grudzieński-Reif (ur. 3 sierpnia 1888, zm. 31 grudnia 1952 w Krakowie) – duchowny rzymskokatolicki, kanonik kapituły lwowskiej, szambelan papieski, działacz społeczny i polityczny ruchu endecji, radny Rady Miasta Lwowa, więziony przez władze komunistyczne.

## Życiorys
Urodził się 3 sierpnia 1888. Rodowe nazwisko Reif – używał do 1919. W 1912 otrzymał we Lwowie święcenia kapłańskie i został duchownym rzymskokatolickim. Był wikariuszem w Stanisławowie (1912–1914), kapelanem w randze rotmistrza w 6 Pułku Ułanów Jazłowieckich (1914–1918).
Po odzyskaniu przez Polskę niepodległości został awansowany do stopnia kapelana rezerwy Wojska Polskiego ze starszeństwem z dniem 1 czerwca 1919. W okresie II Rzeczypospolitej posługiwał we Lwowie. W latach 1919–1921 był kapelanem w szpitalu wojennym we Lwowie, następnie w latach 1921–1927 wikariuszem parafii św. Anny we Lwowie, w latach 1927–1931 wikariuszem parafii katedralnej we Lwowie. Od 1931 był kanonikiem Kapituły Metropolitalnej we Lwowie. Został sekretarzem powołanej w 1931 sekcji pomocy bezrobotnym Kresowego Biskupiego Komitetu Ratunkowego KBK. W 1931 wspierał organizację ratownictwa Polskiego Czerwonego Krzyża w klasztorach. Był działaczem Stronnictwa Narodowego. Był radnym Rady Miasta Lwowa: w wyborach samorządowych w 1934 startował z listy endeckiej i został zastępcą wybranego radnego dr. Jana Pierackiego, a w wyborach samorządowych w 1939 uzyskał mandat radnego startując z listy Listy Katolicko-Narodowej (endeckiej). W 1936 otrzymał tytuł szambelana papieskiego.
Jesienią 1939 unikając aresztowania przez Sowietów, opuścił Lwów i osiadł w Krakowie. Podczas II wojny światowej był kapelanem polskiego podziemia. Aktywny w pracy konspiracyjnej, delegat lwowskiej kurii na terenie Generalnego Gubernatorstwa w sprawach kościelnych.
Został skarbnikiem powołanego w 1945 w Krakowie Komitetu Ziem Wschodnich. 4 grudnia 1946 aresztowany w Krakowie przez władze komunistyczne. Wyrokiem Wojskowego Sądu Rejonowego z 1 października 1947 pod przewodnictwem mjr. Romana Abramowicza został skazany na karę 6 lat pozbawienia wolności i konfiskatę mienia. W wyniku amnestii wymiar kary zamieniono na 3 lata. Zwolniony z więzienia 23 września 1948 wskutek nadzwyczajnej interwencji w kancelarii prezydenta RP. Podjął pracę duszpasterską w parafii św. Mikołaja w Krakowie oraz Klinice Ginekologiczno-Położniczej w Krakowie.
Zmarł 31 grudnia 1952 wskutek następstw przebytych śledztw i uwięzienia. Został pochowany na cmentarzu Rakowickim w Krakowie (kwatera XIIIB-26-7).

## Ordery i odznaczenia
- Krzyż Kawalerski Orderu Odrodzenia Polski (27 listopada 1929)[18]